# Littera Florentina

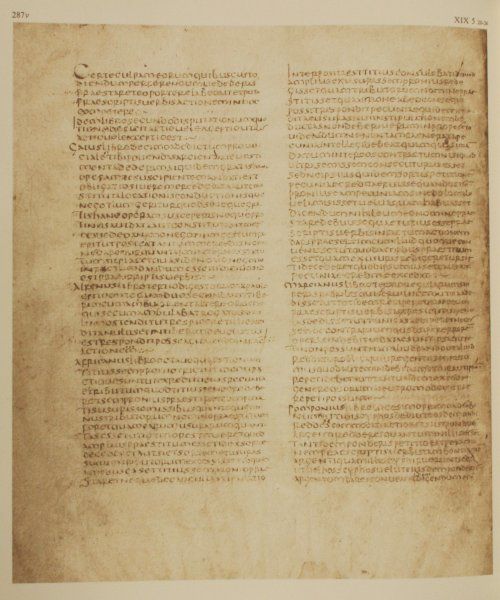
Jedna ze stránek Littery Florentiny

Littera Florentina je kodex sepsaný na pergamenových listech. V kodexu jsou sepsány kompletní Digesta, nejobsáhlejší části velkého zákoníku zvaného Corpus Iuris Civilis, který byl vydán za vlády byzantského císaře Justiniána I. (vládnoucího v letech 527–565) a který vychází z římského práva.
Kodex se skládá z 907 listů a je napsán byzantsko-ravennskou unciálou, charakteristickou pro Konstantinopol, která se ovšem používala i v Alexandrii nebo Levantě. Odhaduje se, že kodex byl sepsán někdy mezi lety 533 (kdy byla Digesta vydána Justiniánem) a 557, což z Littery Florentiny činí velmi dobový a téměř oficiální zdroj. Okrajové poznámky naznačují, že kodex byl uložen v Amalfi, které bylo v 6. století součástí byzantského území v Itálii spravovaného Ravennským exarchátem. Předpokládá se, že po objevení v Amalfi se ve 12. století kodex dostal do Pisy, i proto byl v té době znám jako Littera Pisana. V roce 1406 se kodex dostal do Florencie jakožto válečná kořist a stal se součástí florentských sbírek. Rukopis se stal jedním z nejcennějších pokladů Florencie a byl ukazován pouze velmi důležitým osobnostem, i odtud je odvozen používaný název Littera Florentina. Trvalo více než tři století, než byla konečně vydána spolehlivá kopie Littery Florentiny. Dnes jsou k dispozici dvě faksimile edice pro studium vědcům.
Význam Littery Florentiny ve středověku byl velmi velký. Vzbudil velký zájem mezi tehdejšími právníky a do velké míry podpořil zájem o římské právo, který vedl k pokračování recepce římského práva a vzniku ius commune. Význam je důležitý pro studium římského práva dodnes, protože Littera Florentina je jedinečným svědkem původních Justiniánových Digest - většina pozdějších středověkých přepisů totiž obsahuje poměrně odlišné texty.